# Walter Kutschera (Politiker)
Walter Kutschera (* 29. April 1914 in Leitmeritz, Österreich-Ungarn; † 4. Juni 1998) war ein deutscher Politiker (GB/BHE).

## Leben und Beruf
Kutschera wurde als Sohn eines Dekorateurs geboren. Nach dem Besuch der Volks- und Mittelschule absolvierte er eine Ausbildung im Polsterer- und Dekorateurhandwerk, bestand die Meisterprüfung und arbeitete seit 1935 als selbständiger Dekorateur. Kurz darauf übernahm er die Leitung des väterlichen Betriebes. 1940/41 nahm er als Soldat am Zweiten Weltkrieg teil, aus dem er als Kriegsversehrter entlassen wurde.
Nach dem Kriegsende siedelte Kutschera 1945 als Heimatvertriebener nach Westdeutschland über und ließ sich in Hameln nieder. Hier war er seit 1946 als Hilfsarbeiter tätig, wechselte dann als Lagerverwalter und Einkäufer in einen Kriegsversehrtenbetrieb und übernahm 1948 eine Stellung als Handelsvertreter. Kurz darauf arbeitete er erneut als Schaufensterdekorateur. Diesen Beruf übte er schließlich bis 1951 aus. Anschließend war er Jugendreferent des Bundes vertriebener Deutscher (BvD) in Niedersachsen. Weiterhin fungierte er als Landes- und Bundesführer der Deutschen Jugend des Ostens sowie als Mitbegründer und Vorsitzender der Siedlerschule Katlenburg.
Von 1969 bis 1979 war Kutschera Direktor der Hamelner Volkshochschule.

## Partei
Kutschera beantragte am 26. Januar 1939 die Aufnahme in die NSDAP und wurde rückwirkend zum 1. November 1938 aufgenommen (Mitgliedsnummer 6.711.017). Er war dann Anfang der 1950er-Jahre Mitbegründer des BHE-Kreisverbandes Hameln-Bad Pyrmont.

## Abgeordneter
Kutschera war von 1951 bis zu seiner Mandatsniederlegung am 8. Oktober 1953 Mitglied des Niedersächsischen Landtages. Dem Deutschen Bundestag gehörte er von 1953 bis 1957 an. Er war über die Landesliste Niedersachsen ins Parlament eingezogen.